# Amphiura psilopora
Amphiura psilopora är en ormstjärneart som beskrevs av Clark 1911. Amphiura psilopora ingår i släktet Amphiura och familjen trådormstjärnor.

## Underarter
Arten delas in i följande underarter:
- A. p. incompleta
- A. p. profundi